# Échangeur de Dénia
 (juin 2025).
Motif : Pas de sources. Voir Discussion:Échangeur de Shimukappu/Admissibilité.
- Archive Wikiwix
- Bing
- Cairn
- DuckDuckGo
- E. Universalis
- Gallica
- Google
- G. Books
- G. News
- G. Scholar
- Persée
- Qwant
- (zh) Baidu
- (ru) Yandex
- (wd) trouver des œuvres sur Wikidata

| 1. | Préciser le motif de la pose du bandeau. | Précisez le motif de la pose du bandeau en utilisant la syntaxe suivante : {{admissibilité à vérifier\|date=juin 2025\|motif=remplacez ce texte par le motif}}                          |
| 2. | Informer les utilisateurs concernés.     | Pensez à avertir le créateur de l'article, par exemple, en insérant le code ci-dessous sur sa page de discussion : {{subst:avertissement admissibilité à vérifier\|Échangeur de Dénia}} |

L'Échangeur de Dénia est un échangeur routier situé au sud de Cholet (Maine-et-Loire) qui facilite l'accès au centre-ville depuis les voies de contournement de la ville.

## Construction
La construction de l'échangeur démarre en 2011. Son inauguration par le préfet de région a lieu le 4 décembre 2014. Quotidiennement traversé par 45 000 véhicules, il est composé d'un ensemble de bretelles et de trois carrefours giratoires.

## Nom
En 2014, l'échangeur prend le nom du rond-point qu'il remplace, nom tiré de la ville espagnole de Dénia avec laquelle Cholet est jumelée.

## Axes concernés
L'échangeur fait communiquer la route nationale 249 (RN 249) par sa sortie n°10 avec la route départementale 160 (RD 160) à 2x2 voies reliant Angers à Cholet.

## Dessertes
L'échangeur permet un accès au centre de Cholet depuis l'axe Nantes-Poitiers et depuis l'autoroute A87 qui se situe à 5 kilomètres à l'est. Cet échangeur est à proximité immédiate de la rocade de Cholet, de la polyclinique du Parc, du centre hospitalier de Cholet, du centre commercial PK3 et du parc d'activités du Cormier.
Cet équipement met Cholet à 45 minutes de l'aéroport de Nantes-Atlantique, 40 minutes de Nantes et Angers.

## Réalisation et équipements annexes
Pesant 250 tonnes d'acier et ayant nécessité 45 000 m3 de remblais dont environ 10 000 sont constitués des anciens enrobés réutilisés, l'échangeur compte pas moins de six voies au niveau du tablier. Il mesure 45,80 m de long pour 35,30 m de large.
Un écran acoustique de 792 m de long sur 3,25 m de haut, constitué de 198 panneaux en béton-bois de 4 tonnes, protège les riverains du lotissement La Girardière des nuisances sonores induites par la circulation sur la RN 249. Ce mur antibruit habillé d'un grillage anti-graffitis s'inscrit dans une démarche de développement durable.
Une mare est créée pour protéger les espèces amphibiennes et compléter le dispositif existant composé de filets batraciens et d'un crapauduc.
À proximité immédiate, une aire de covoiturage, offre 53 places de stationnement gratuites. Bien que non éclairée, elle est ouverte 24h/24, permettant aux covoitureurs de s'y retrouver à toute heure. Située à proximité du rond-point de Dénia, elle est facilement accessible et constitue un point de rendez-vous pratique pour les trajets quotidiens comme pour les déplacements longue distance.

## Financement
Le financement de l'ouvrage est réparti entre :
- la Communauté d'agglomération du Choletais pour 2,8 millions d'euros (10%) ;
- le Conseil départemental de Maine-et-Loire pour 5 millions d'euros (18%)  ;
- l'État pour 20,2 millions d'euros (72%)[4].